# Kringvarp Føroya
Kringvarp Føroya er Færøernes nationale radio og fjernsyn. Før kaldtes Færøernes radio for Útvarp Føroya og Færøernes fjernsyn for Sjónvarp Føroya, de blev grundlagt i henholdsvis 1957 og 1984. I 2005 fusionerede de to medievirksomheder til en ny fælles virksomhed, der fik navnet Kringvarp Føroya. Alle tre ord var nye og blev konstrueret, da de tre virksomheder blev grundlagt. Folk har vænnet sig til ordene útvarp (radio), sjónvarp (TV) og kringvarp og bruger dem. Kringvarpis radiostation sender kun færøske udsendelser, men musikken er både færøsk og udenlandsk. Kringvarpis fjernsyn producerer færøske udsendelser som f.eks. nyhedsudsendelsen Dagur og Vika, som i mange år er blevet sendt mandag, tirsdag, torsdag og fredag aften, men i december 2012 blev halvdelen af nyhedsudsendelserne sparet væk pga. økonomisk krise. Underskuddet for 2012 forventedes at blive 3,7 millioner kr. Den 6. december fik 9 medarbejdere i Kringvarpið opsigelse. Idrætsudsendelsen 3-2, som blev sendt om mandagen lige efter Dagur og Vika er også blevet sparet væk, selv om den var meget populær blandt folk som interesserer sig for sport. 
Det færøske fjernsyn sender ikke kun færøske programmer, Kringvarpið har en aftale med DR om at sende nogle af deres udsendelser, som ofte sendes en halv time til en time forsinket. F.eks. er udsendelsen X-Factor meget populær på Færøerne, den sendes ikke live men en halv time forskudt og starter lige efter nyhedsudsendelsen Dagur og Vika fredag aften. De fleste færinger har andre kanaler. De har haft to muligheder for at anskaffe sig adgang til andre danske og udenlandske TV kanaler, enten kunne de købe sig en parabol (Canal Digital og Viasat) antenne (eller to) og en kasse til at sætte kortet i, og så kan de se fjernsyn fra hele verden, mod betaling. Folk kan også købe kabel-TV fra udbyderen Televarpið. Der kræves dog en antenne kaldes 21-69 og en kasse MPEG-4 til kort mm. Med internettet er der nu også andre muligheder for at se fjernsyn fra andre lande.